# Andrea Briosco

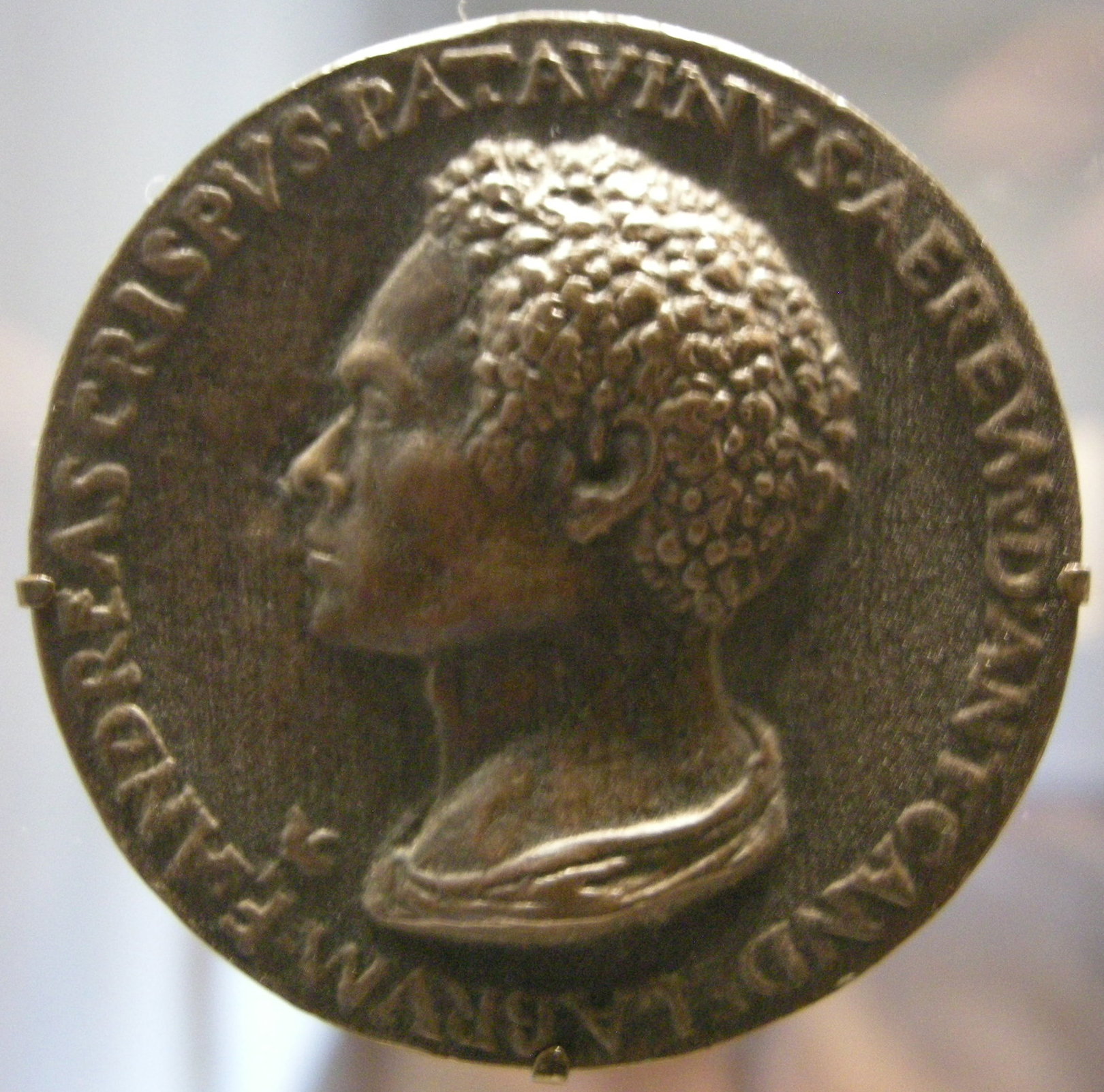
Andrea Briosco, genannt il Riccio

Andrea Briosco (* 1. April 1470 in Trient; † 8. Juli 1532 in Padua), auch als Il Riccio (deutsch der Lockige) bekannt, war ein italienischer Bildhauer, Goldschmied und Medailleur in der Renaissance.

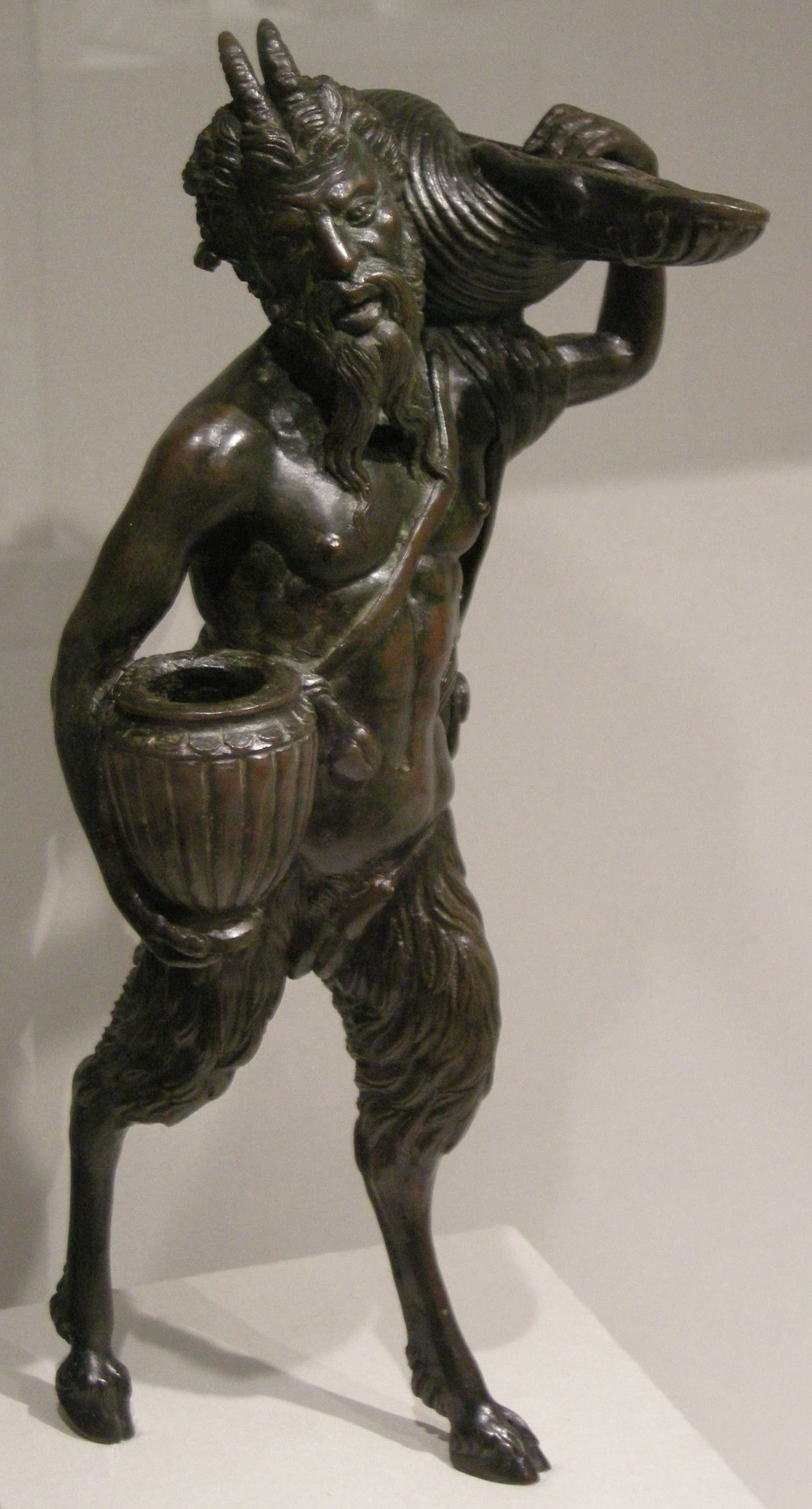
Il Riccio, Satiro con calamaio, Metropolitan Museum

## Leben
Briosco ist im letzten Jahrzehnt des 15. Jahrhunderts in Padua nachweisbar und arbeitete in der Werkstatt von Bartolomeo Bellano. Briosco arbeitete im klassischen Stil der Antike und schuf neben einigen größeren Bronzearbeiten und vielen Kleinbronzen auch Terrakottafiguren.

## Werke
- Sein berühmtestes Werk ist der Osterleuchter in der Basilika des Heiligen Antonius in Padua, auf dem biblische und heidnische Szenen dargestellt sind. In derselben Kirche befindet sich auch das Grabdenkmal für Antonio Trombetta (1521–24).
- Ein weiteres bedeutendes Werk Brioscos ist die Della-Torre-Grabstätte in der Kirche San Fermo Maggiore in Verona mit acht Bronzereliefs.
- In der Wiener Kunstkammer befindet sich eine Kleinplastik „Knabe mit der Gans“. Riccio kopierte eine antike Vorlage der „Gänsewürger“.